# Mikrobiota syberyjska
Mikrobiota syberyjska (Microbiota decussata Kom.) – gatunek krzewu należącego do monotypowego rodzaju mikrobiota Microbiota. Występuje w górach Sichote-Aliń powyżej granicy lasu w północnej części Kraju Nadmorskiego na dalekim wschodzie Rosji.
Roślina jest popularnie uprawiana, zwykle jako roślina okrywowa, ceniona ze względu na wysoką mrozoodporność, łatwe rozmnażanie z sadzonek. 

## Morfologia

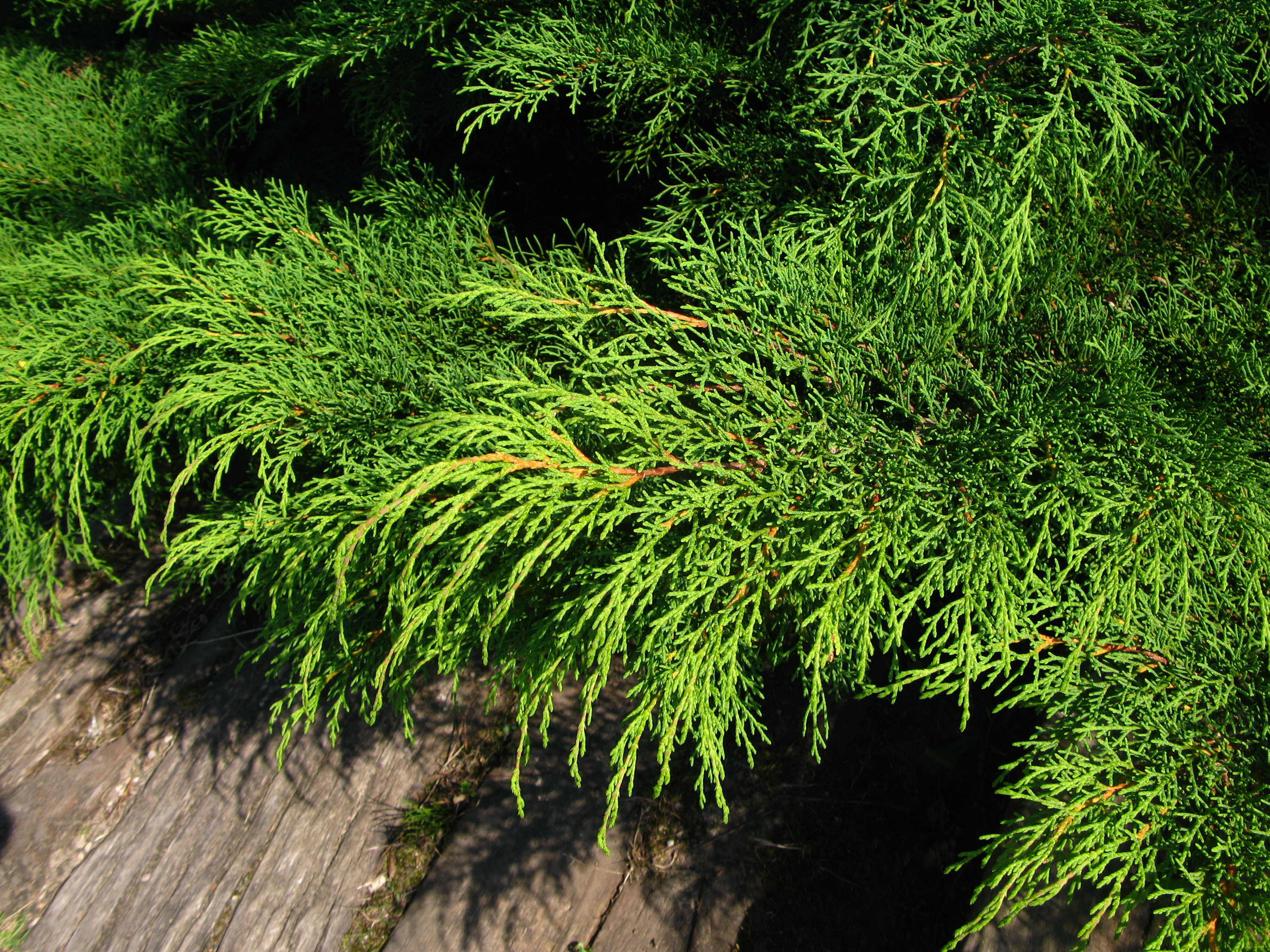
Pędy

PokrójNiski, rozłożysty, żywozielony w sezonie wegetacyjnym krzew osiągający 2 m średnicy i zwykle do 0,5 m wysokości. Pędy rozgałęziają się na końcach wachlarzykowato w płaszczyźnie poziomej i przewisają na końcach w dół. W czasie mrozów pędy zwykle stają się brązowo-fioletowe.
LiścieŁuskowate, owalne, długości 3 mm, ściśle przylegają do pędu, ułożone są naprzeciwlegle. Na pędach przewodzących występują 4 mm odstające igiełki. Podobne do nich są igły na pędach juwenilnych (młodocianych), które czasami występują w głębi starszych krzewów.
SzyszkiMęskie są drobne, jajowate, powstają na końcach gałązek. Żeńskie są kulistawe, złożone z 4 mięsistych łusek, które rozdzielają się w czasie dojrzewania szyszki. W szyszce dojrzewa tylko pojedyncze nasiono eliptyczne, bez skrzydełek, ciemnobrązowe, lśniące.